# David Choquehuanca
David Choquehuanca Céspedes, né le 7 mai 1961 à Huarina (département de La Paz), est un homme d'État bolivien, vice-président de l'État depuis le 8 novembre 2020, sous la présidence de Luis Arce. 
Il est également ministre des Relations extérieures durant onze ans, de 2006 à 2017, lors de la présidence d'Evo Morales ainsi que secrétaire général de l'Alliance bolivarienne pour les Amériques de 2017 à 2019. 

## Biographie

### Premières années
D'origine indigène, paysan aymara issu des hauts plateaux de la province d’Omasuyos, David Choquehuanca grandit dans son village non loin du lac Titicaca. Sa langue maternelle est l'aymara et il n'apprend l'espagnol qu'à l'âge de sept ans. Il poursuit ses études secondaires dans sa région avant de déménager à La Paz durant les années 1970.  
Parallèlement à ses études en philosophie, histoire, anthropologie et droit, Choquehuanca s'implique dans la vie étudiante, politique et syndicale des établissements scolaires qu'il fréquente, notamment au sein de la Confédération syndicale unie des travailleurs ruraux de Bolivie (es). C'est durant les années 1980 qu'il rencontre pour la première fois, Evo Morales, alors un dirigeant cocalero de la région de Cochabamba.  

### Vie politique

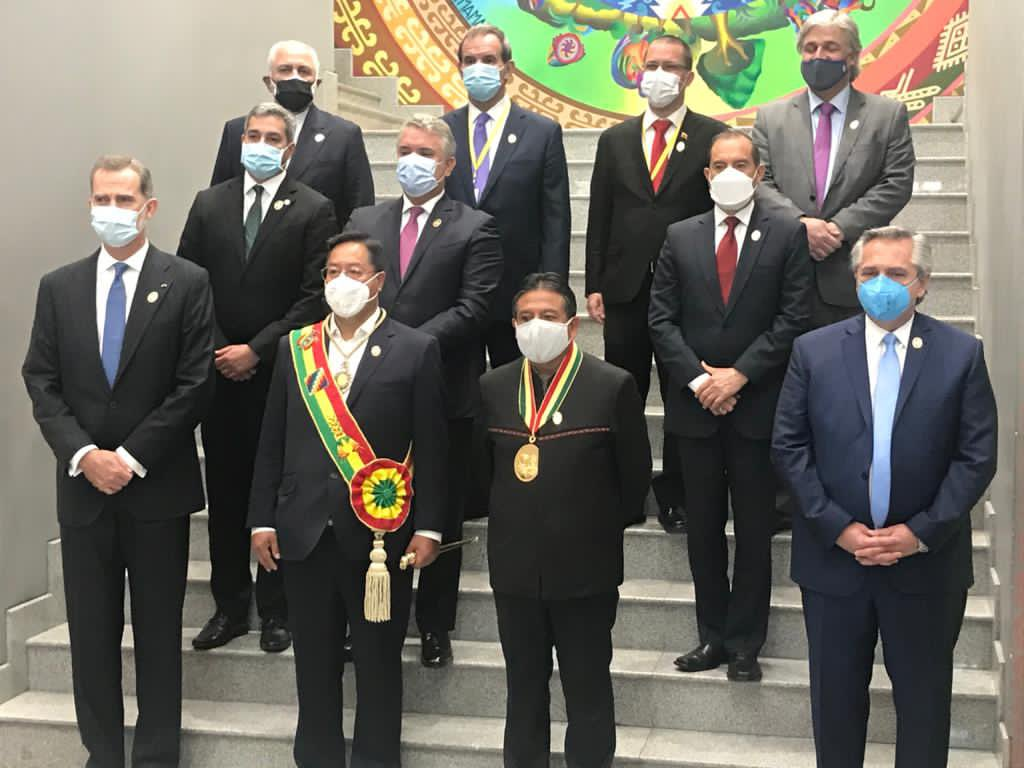
Luis Arce et son vice-président David Choquehuanca, le jour de leur investiture.

David Choquehuanca défend les populations indigènes et les droits de la nature à travers le concept de « buen vivir » (bien vivre). Il participe aux mobilisations en faveur de la reconnaissance des droits des communautés indiennes, qui aboutissent à la création de l’État plurinational en 2009. 
David Choquehuanca est ministre des Affaires étrangères de la Bolivie de 2006 à 2017. Il est secrétaire général de l'Alliance bolivarienne pour les Amériques depuis le 5 mars 2017. 
Il est désigné candidat à la vice-présidence par le Mouvement vers le socialisme pour les élections générales boliviennes de 2020. Il a été initialement annoncé candidat avec comme colistier le jeune syndicaliste Andrónico Rodriguez, qui avait les faveurs de Morales pour être candidat à la présidence. Le ticket remporte le scrutin au premier tour avec 55,1 % des suffrages, contre 28,8 % pour celui de l'ancien président Carlos Mesa,.